# Ankara (provincie)
Ankara is een provincie in Turkije. De provincie is 25.437 km² groot en had 5.639.076 inwoners bij de volkstelling van 2019. De provinciehoofdstad is Ankara, ook de hoofdstad van heel Turkije.

## Geografie

Topografie van de provincie Ankara

De provincie Ankara ligt in de hooglanden van Centraal-Anatolië en wordt omgeven door beboste bergen in het noorden en de droge vlakten van Konya in het zuiden. De provincie heeft een oppervlakte van 25.437 km² (vergelijkbaar met het land Noord-Macedonië) en wordt doorkruist door de rivieren Kızılırmak en Sakarya en heeft verschillende meren. De helft van het grondgebied wordt gebruikt voor landbouw, terwijl bossen 28% uitmaken en graslanden 10%. In het zuiden van de provincie ligt de Tuz Gölü, een van de grootste zoutmeren ter wereld. Het hoogste punt in de provincie is de berg Işık op 2051 meter.
Het klimaat is warm en droog in de zomer en regenachtig in de lente en herfst. De winters zijn besneeuwd en koud.

## Bevolking
Op 31 januari 2019 telde de provincie Ankara 5.639.076 inwoners, waarmee het qua inwonersaantal de op een na grootste provincie is. Sinds de stichting van de Republiek Turkije is de bevolking van Ankara verveertienvoudigd. In de periode 2010-2019 bedroeg de gemiddelde jaarlijkse bevolkingsgroei in de provincie Ankara ongeveer 1,87%: iets meer dan de helft hiervan was te danken aan het geboortesurplus, terwijl de rest van de groei het gevolg is van binnenlandse migratie uit plattelandsgebieden, zoals Çorum, Yozgat, Çankırı, Kırşehir, Kırıkkale en Sivas.
| Bevolking | 404.720 | 602.965 | 819.693 | 1.321.380 | 2.041.658 | 2.854.689 | 3.236.626 | 4.007.860 | 4.771.716 | 5.639.076 |

De provincie Ankara is erg verstedelijkt. In 2012 woonde ongeveer 98% van de bevolking in steden, terwijl dit percentage in 1965 nog 65% bedroeg. De plattelandsbevolking daalde in dezelfde periode van 35% naar 2%.
Op 31 december 2019 was 20,91% van de bevolking jonger dan 15 jaar, terwijl 8,54% van de bevolking 65 jaar of ouder was. In 2017 bedroeg het vruchtbaarheidscijfer 1,71 kinderen per vrouw, een lichte daling vergeleken 1,90 kinderen per vrouw in het jaar 2000.

## Bestuurlijke indeling

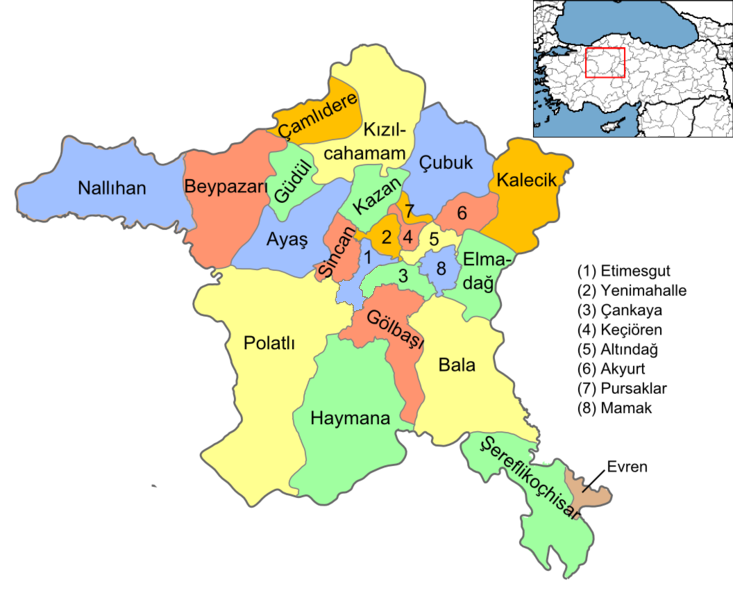
Districten van Ankara

### Districten
De provincie bestaat uit de volgende 24 districten:
| - Akyurt - Altındağ - Ayaş - Bala - Beypazarı - Çamlıdere | - Çankaya - Çubuk - Elmadağ - Etimesgut - Evren - Gölbaşı | - Güdül - Haymana - Kalecik - Kazan - Keçiören - Kızılcahamam | - Mamak - Nallıhan - Polatlı - Sincan - Şereflikoçhisar - Yenimahalle |